# Ceragenia
Ceragenia is een kevergeslacht uit de familie van de boktorren (Cerambycidae). De wetenschappelijke naam van het geslacht werd voor het eerst geldig gepubliceerd in 1834 door Audinet-Serville.

## Soorten
Ceragenia omvat de volgende soorten:
- Ceragenia aurulenta Monné & Martins, 1991
- Ceragenia bicornis (Fabricius, 1801)
- Ceragenia insulana Fisher, 1943
- Ceragenia leprieurii Buquet in Guérin-Méneville, 1844